# Алва (Шотландия)
Вижте пояснителната страница за други значения на Алва.
А̀лва (на английски: Alva, на гаелски Allamhagh) е град в южната част на Централна Шотландия.

## География
Градът е разположен на северния бряг на река Девън в област Клакмананшър. Население 5100 жители от преброяването през 2004 г.

## История
Първите сведения за града датират от 1260 г. когато на мястото на днешния град е построена църква. След Реформацията местното имуществото става собственост на семейство Ърскин. През 1636 г. сър Чарлс Ърскин го включва в имота Алва Хаус. През 18 век в околностите на Алва е открита сребърна мина.

## Архитектура
- Енорийската църква
- Сградата „Струдъл Мил“
- Хотел „Дъ Джонстоун Армс“

## Спорт
Футболният отбор на града носи името ФК Алва. Той е с аматьорски статут. Градът има и клуб по голф.